# Риџфилд (Конектикат)
Риџфилд (енгл. Ridgefield) насељено је место без административног статуса у америчкој савезној држави Конектикат.

## Демографија
По попису из 2010. године број становника је 7.645, што је 433 (6,0%) становника више него 2000. године.
| Група             | 2000.         | 2010.         |
| Белци             | 6.767 (93,8%) | 6.915 (90,5%) |
| Афроамериканци    | 39 (0,5%)     | 79 (1,0%)     |
| Азијати           | 176 (2,4%)    | 228 (3,0%)    |
| Хиспаноамериканци | 163 (2,3%)    | 320 (4,2%)    |
| Укупно            | 7.212         | 7.645         |